# 千葉ロッテマリーンズの応援団
千葉ロッテマリーンズの応援団（ちばロッテマリーンズのおうえんだん）とはプロ野球球団千葉ロッテマリーンズを応援する応援団の事である。

## 千葉ロッテマリーンズ応援団
千葉ロッテマリーンズ応援団（ちばロッテマリーンズおうえんだん）とは千葉ロッテマリーンズで唯一活動をしている応援団である。

### 概要
2009年（平成21年）限りで活動を休止した千葉ロッテマリーンズ外野応援団に代わり、2010年（平成22年）より応援活動をしている応援団である。元応援団員のジントシオ（神俊雄）が団長として復帰したが、2015年シーズンを以てジントシオは応援団を退団した。
球団公設応援団ということにより、球場前ステージショーの出演者・M☆Splash!!等が外野席で応援活動ができるようになった。

### 千葉ロッテマリーンズ外野応援団との応援スタイルの違い
選手4人（サブロー・福浦和也・今江敏晃・堀幸一）を除き応援歌が刷新された。
また、一部コール・チャンステーマや、四球時のテーマ、ホームランのテーマ、得点時のテーマ、西武ドーム限定応援歌は継続使用されている。2009年（平成21年）度に全く演奏されなかった2008年（平成20年）以前の応援なども、突発的に使用されている。
なお、2011年（平成23年）からは2010年（平成22年）も継続使用された応援歌も変更になり2009年（平成21年）時の応援歌はほぼ一掃された。

### 応援団旗
- 2016年（平成28年）度から大きなサイズの球団旗が追加される
- 白と黒のツートンカラーの生地に「Kansai Marines」と黒文字で書かれたもの（関西支部、現在は使用せず）
- 無限航海（関西支部）
- 上と下に黒と白のラインが入ったグレーの生地に、白の鴎のシルエットと｢Kansai Marines｣と書かれたもの(関西支部)
- 白地に黒の十字、十字が交わる部分に球団のエンブレムが書かれたもの（関東支部）
- 黒・灰・黒の縦３色ベースに球団エンブレムが描かれたもの（九州支部）
- 黒地で北海道の地図をベースに星とカモメのエンブレム、SAPPORO、 WIN IN HOKKAIDO MARINESと白文字で描かれているもの（札幌支部）

### 横断幕
- 安打製造機　福浦和也(関東)
- FOR CHIBA（関東）
- 一戦奮闘(関西)
- KANSAI MARINES（関西）
- CHIBA MARINES(名古屋)
- NO ATTACK,NO CHANCE(名古屋)
- FIGHT TOGETHER(福岡)